# Nyhem
Nyhem is een plaats in de gemeente Bräcke in het landschap Jämtland en de provincie Jämtlands län in Zweden. De plaats heeft 107 inwoners (2005) en een oppervlakte van 39 hectare. De plaats is gelegen aan het zuidpunt van het meer Mellsjön.

## Verkeer en vervoer
Door de plaats lopen de Länsväg 323 en de spoorlijn Norra Stambanan, vroeger was er een treinstation in de plaats.